# Батырево (Чувашия)
Ба́тырево (чув. Патăрьел, тат. Батыр) — село в Чувашской Республике. Административный центр Батыревского муниципального округа.

## География
Расположено на реке Буле, в 56 км к югу от города Канаша, в 132 км от столицы республики города Чебоксары. С запада к селу примыкает село Шыгырдан.

## История
Считается, село основано в 1570 — 1580 годах. В переписной книге ясачных татар, чуваш и мордвы Симбирского уезда за 1723 год написано так:

Ясачная деревня Хомбуси Богатырево стоит на речке Буле в расстоянии от оной деревни на реке Буле в правую сторону до ясачной чувашской деревни Новое Ахпердины три версты. В деревне 123 двора.

Указанное в документе название села аналогично названию другого селения, которое находится ныне в Ибресинском районе Чувашии (Хомбусь-Батырево). Следовательно, Батырево могло быть основано переселенцами из Хомбусь-Батырева. Но из используемого материала и цитируемого документа не известно, когда это могло произойти. Ясно только одно: основание произошло до 1723 года. Из того же документа следует происхождение названия села от слова, означавшего богатыря.
С другой стороны, предания указывают на то, что основателями были выходцы из села Богатырёва Цивильского района. Действительно, в чувашском названии Богатырёва очень странно выглядит топонимический формант «-ел», который в северной Чувашии практически не встречается. Поэтому можно предположить, что жители того села тоже в какой-то мере, напрямую или опосредованно, участвовали в основании Батырева.
История села после 1780 года
В 1780 году, при создании Симбирское наместничество, деревня Хонбуси Батырева, крещёных чуваш, на реке Сухой Буле, из Симбирского уезда вошла в состав Буинского уезда.
В 1859 году в составе Буинского уезда Симбирской губернии упоминается село Хомбус-Батырево на Камаевом поле (территория нынешнего Ибресинского района) и село Большое Батырево на правом берегу Булы.
В 1884 году в селе Большом Батыреве прихожанами был построен деревянный храм. Престол сооружён в нём во имя Св. благоверного князя Александра Невского.
В 1891 году в Батыреве была открыта четырёхлетняя мужская церковно-приходская школа.
21 марта 1918 году была установлена советская власть.
В 1920 году была образована Чувашская автономная область с тремя уездами: Чебоксарским, Ядринским, Цивильским. Батырево вошло в Цивильский уезд.
22 февраля 1922 году был создан новый Батыревский уезд с временным центром в Ибресях.
В 1925 году Чувашская АО была преобразована в Чувашскую АССР.
5 сентября 1927 году был образован Батыревский район.
В 1927 году в Батыреве был создан колхоз «Юхма», товарищество «Путь Ленина» (1928 г.), в 1930 г. преобразованный в колхоз, а в 1974 г. он был реорганизован в совхоз «Батыревский». С 1927 г. в Батыреве стала работать сельскохозяйственная выставка.
В 1929 году был создан Шигирданский национальный татарский район, куда вошли деревни из Ибресинского, Батыревского, Яльчикского, Шемуршинского районов.
В 1929 году в с. Батыреве была открыта профессиональная школа, которая в 1934 году стала средней школой (ныне средняя школа № 1).
В 1930 гг. в Батыреве начали демонстрировать звуковое кино. В 1930 г. в Батыреве работал передвижной театр юного зрителя.
В 1932 году была создана Батыревская МТС.
В 1939 году Шигирдановский район был упразднён. После этого Батыревский район был переименован в Чкаловский, а село Шигирданы — в Чкаловское.
В 1944 году центр района переведён в село Батырево.
В 1959 г. Чкаловский и Первомайский районы объединились, район был переименован в Батыревский район.
В 1961-62 гг. шло дальнейшее укрупнение районов. Батыревский, Яльчикский, Шемуршинский районы полностью и часть населённых пунктов Ибресинского и Комсомольского районов объединились в один район — Батыревский, в состав которого вошло 189 населённых пункта. Центр — село Батырево. В 1965 году правительство издало указ о разукрупнении районов. В Чувашской АССР образовали 18 районов, в том числе Батыревский Все объединённые районы вышли от Батыревского района, были созданы самостоятельные Яльчикский и Шемуршинский районы. С тех пор границы района не менялись.

## Органы власти

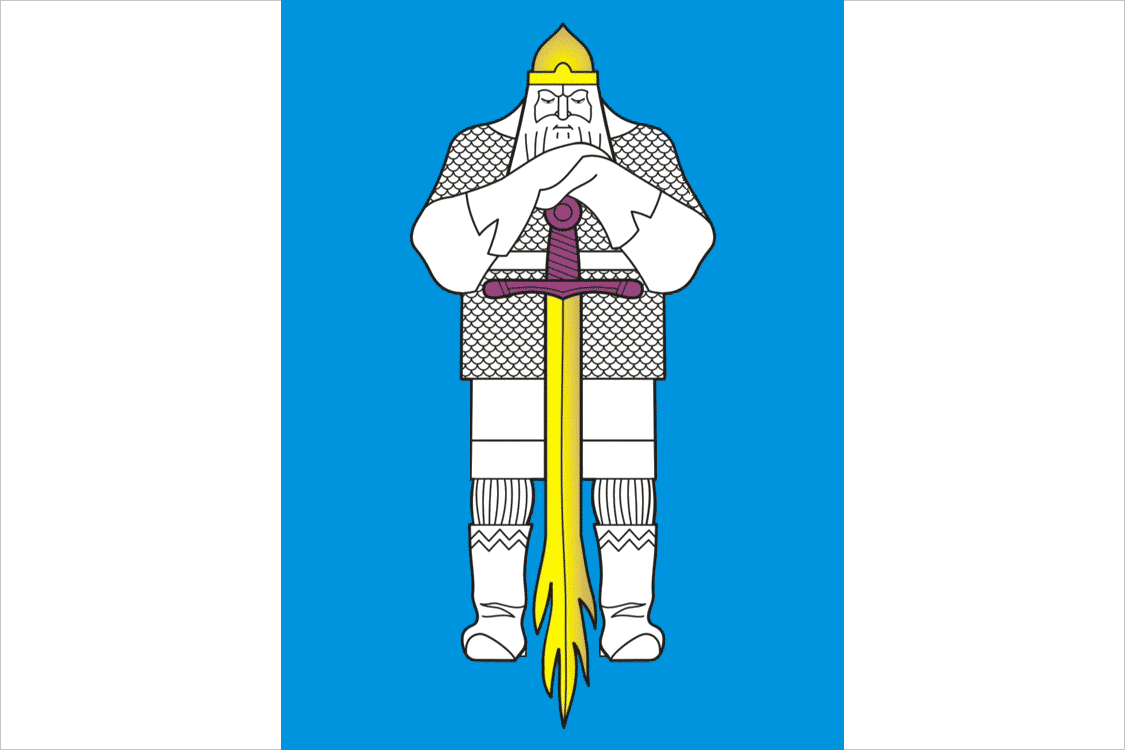
Флаг сельского поселения

В рамках организации местного самоуправления с 2004 по 2022 гг. в границах села существовало муниципальное образование Батыревское сельское поселение. Упразднено законом от 29 марта 2022 года в рамках преобразования муниципального района со всеми входившими в его состав поселениями путём их объединения в муниципальный округ. С 1 января 2023 года функционирует Батыревский территориальный отдел.

## Население
| 1959  | 1970  | 1979  | 1989  | 2002  | 2010  | 2012  | 2013  | 2014  |
| ----- | ----- | ----- | ----- | ----- | ----- | ----- | ----- | ----- |
| 3536  | ↗4400 | ↗4990 | ↗5664 | ↗5702 | ↘5431 | ↘5363 | ↘5300 | ↘5235 |
| 2015  | 2016  | 2017  | 2018  | 2019  | 2020  | 2021  |       |       |
| ↘5209 | ↗5227 | ↗5257 | ↘5249 | ↘5215 | ↘5190 | ↗5281 |       |       |

Национальный состав: чуваши — 83 %, татары 12 % (2002 г.).

## Организации
Имеются: АО "Плодопитомник «Батыревский», АО «Батыревский», СХПК «Корма», центральная районная больница, 2 средние школы, детская школа искусств, 4 детских сада, районный дом культуры (культурно-досуговый центр), физкультурно-спортивный комплекс «Паттăр», районный краеведческий музей «Çăкăр» («Хлеб»), 3 библиотеки, районная станция по борьбе с болезнями животных, Батыревское районное потребительское общество.

## Транспорт
Село расположено на федеральной автодороге А-151 Цивильск — Ульяновск.

## Уроженцы — полные кавалеры ордена Славы
- Табаков, Александр Порфирьевич — участник Великой Отечественной войны, полный кавалер ордена Славы.